# Ураївка
Ураївка — річка в Росії у Валуйському районі Бєлгородської області. Ліва притока річки Козинки (басейн Сіверського Дінця).

## Опис
Довжина річки 21 км, площа басейну водозбору 124 км². Формується декількома струмками та загатами. На деяких ділянках річка пересихає.

## Розташування
Бере початок на північно-східній стороні від села Коновалове. Тече переважно на південний схід через село Казинка і на південно-західній околиці села Борки впадає в річку Козинку, праву притоку річки Осколу.

## Цікаві факти
- У XX столітті на річці існували молочно, -свино-тваринні ферми (МТФ, СТФ), машино-тракторна майстерня (МТМ) та багато газових свердловин[1].